# Podkosacze
Podkosacze – kolonia w Polsce położona w województwie podlaskim, w powiecie łomżyńskim, w gminie Wizna.
W latach 1975–1998 miejscowość należała administracyjnie do województwa łomżyńskiego.